# Jądrowice
Jądrowice – wieś w Polsce położona w województwie kujawsko-pomorskim, w powiecie włocławskim, w gminie Brześć Kujawski.
W latach 1975–1998 miejscowość administracyjnie należała do województwa włocławskiego. Według Narodowego Spisu Powszechnego (III 2011 r.) liczyła 154 mieszkańców. Jest szesnastą co do wielkości miejscowością gminy Brześć Kujawski.